# Parki narodowe w Chorwacji

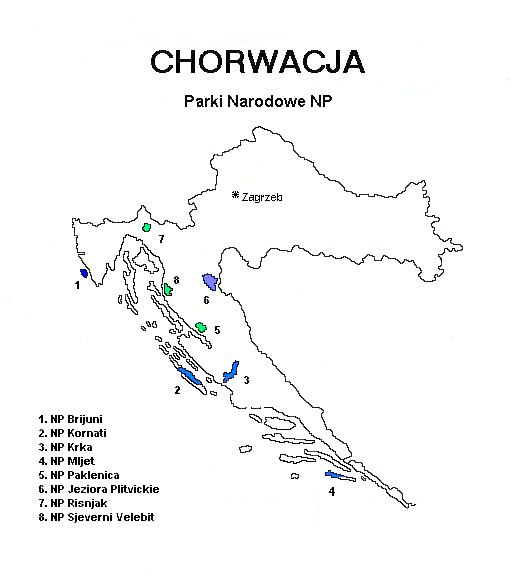
Parki Narodowe w Chorwacji

Parki Narodowe w Chorwacji – obszary prawnie chronione na terenie Chorwacji, obejmujące cenne obszary naturalne, gdzie przyroda może rozwijać się w sposób niezakłócony. Od 1985 roku w Chorwacji znajduje się osiem parków narodowych.
Większość parków znajduje się nad morzem lub w pobliży wybrzeża. Trzy parki znajdują się na wyspach: Archipelag Wysp Briońskich, Kornati oraz Mljet, dwa parki rzeczne: Jezior Plitwickich i Krka oraz trzy parki górzyste: Welebitu Północnego, Paklenica i Risnjak.

## Park Narodowy Wysp Briońskich
Grupa 15 małych wysp chorwackich na Morzu Adriatyckim u południowo-zachodnich wybrzeży półwyspu Istria. Panuje tu klimat śródziemnomorski.
Znajdują się tam rezerwaty przyrody i drogocenne, dobrze zachowane „pomniki” kultury antycznej. Na największej wyspie Veli Brijun znajdują się ruiny budowli z czasów rzymskich, bizantyjskich i średniowiecznych, a w mieście Brioni – obiekty wypoczynkowe objęte dostępnym dla turystów parkiem narodowym.

## Park Narodowy Kornati
Grupa ponad 150 wysp i skał na Morzu Śródziemnym, są najbardziej zagęszczonym archipelagiem na Morzu Śródziemnym. Archipelag podzielony jest na dwie grupy: Kornaty Dolne i Kornaty Górne. 89 ze 152 wysp ogłoszono w 1980 roku parkiem narodowym ze względu na wyjątkowe piękno i bogactwo flory i fauny oraz dzięki niezwykłemu ukształtowaniu powierzchni – między innymi klify znajdujące się na szeregu wysp należących do Kornatów Dolnych. Od dawnych czasów klify nazywane są koronami i stąd najprawdopodobniej pochodzi nazwa Kornaty. Najwyższe klify znajdują się na wyspie Klobučar (80 m), Mana (65 m) i Rašip Veli (64 m). Podmorskie części tych klifów sięgają aż do 100 m głębokości. Park jest miejscem penetracji dla płetwonurków.

## Park Narodowy Krka
Park o powierzchni 109 km² obejmuje swoim terenem dolny bieg rzeki Krka, od miejscowości Trosenj i Necven, aż po jej ujście do Morza Adriatyckiego w okolicy miasta Szybenik. Głębokie wąwozy wrzynają się w wapienne skały i razem z licznymi jeziorami i wodospadami tworzą malownicze widoki. Główną atrakcję stanowi siedem wodospadów: Bilusić buk, Prljen buk, Manojlovac, Rosnjak, Miljacka slap, Roski slap i największy – Skradinski buk o łącznej wysokości ponad 45 m.
Na wyspie Visovac (położonej w północnej części parku) znajduje się klasztor oo Franciszkanów. W południowej części parku rozlewa się szeroko Prukljansko jezero.
Park ten jest rozległym, w większej części niezmienionym, obszarem o wyjątkowych wartościach przyrodniczych i posiada zachowane lub niedużo zmienione układy ekologiczne. Jego przeznaczenie jest przede wszystkim naukowe, kulturalne, edukacyjne i rekreacyjne. Park zalicza się do parków narodowych od roku 1985 i jest jednym z najmłodszych parków narodowych Chorwacji.

## Park Narodowy Mljet
Park obejmuje zachodnią część wyspy na północny zachód od Dubrownika. Jest to chorwacka wyspa z najobfitszą wegetacją śródziemnomorską i ze szczególnie czystym morzem, spokojnymi, piaskowymi zatoczkami i urozmaiconym światem podwodnym. Porośnięta jest gęstym sosnowym lasem (przewaga sosny alpejskiej).
Północno-zachodnia jej część w 1960 roku ogłoszona została parkiem narodowym, w skład którego wchodzą dwa słone jeziora oraz wysepka św. Marii na jeziorze Veliko Jezero, na której wznosi się klasztor oo. Benedyktynów z XII w.
 O tej wyspie poeta kiedyś powiedział: “Tam gdzie wdzięk natury wszystko stworzył lepiej niż ludzka umiejętność”. Wymieniana jest wśród dziesięciu najładniejszych wysp świata.

## Park Narodowy Paklenica
Park ten obejmuje swoim terenem południową część największego łańcucha gór Welebit z dwoma wąwozami: Velika Paklenica i Mala Paklenica. Występuje tu różnorodność form krasowych, kilka jaskiń, bogaty świat roślin i zwierząt. Monumentalna spiczasta skała Anica jest udostępniona do wspinania.

## Park Narodowy Jezior Plitwickich

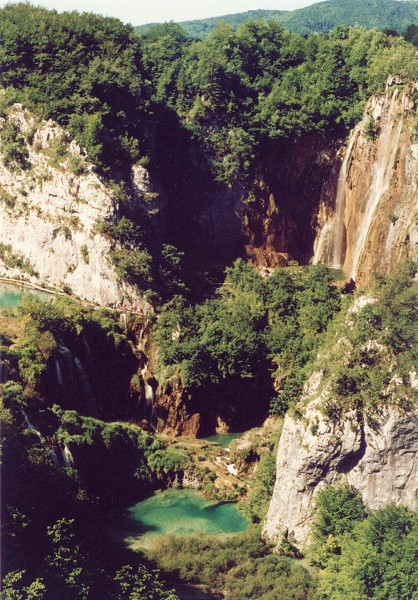
Park Narodowy Jeziora Plitvickie

Park zaliczany do światowego dziedzictwa kultury UNESCO znajduje się w pobliżu arterii komunikacyjnej łączącej Zagrzeb z Dalmacją. Tworzy go 16 jezior połączonych ze sobą wodospadami. Występują tu bardzo ciemne lasy bukowe i jodłowe wraz z rzadkimi gatunkami zwierząt (np. niedźwiedź brunatny).

## Park Narodowy Risnjak
Zalesione pasmo górskie znajdujące się na północ od Rijeki, obejmuje swym terenem źródło rzeki Kupa. Z powodu swego położenia – między Alpami a Górami Dynarskimi żyje tu na małej powierzchni bardzo dużo gatunków roślin i zwierząt (niedźwiedzie brunatne, jelenie, kozice, orły, rysie).

## Park Narodowy Welebitu Północnego
Park obejmuj najbardziej cenne i atrakcyjne tereny najwyżej położonych partii pasma górskiego Welebit. W jego skład wchodzą między innymi rezerwaty: Rožanski kukovi i Hajdučki kukovi. Znajdują się tu liczne ogrody botaniczne oraz jedna z najgłębszych jaskiń świata – Lukina jama. Park bogaty jest w faunę i florę oraz niezwykłe formacje skalne.